# Gepersonaliseerde geneeskunde
De gepersonaliseerde geneeskunde, ook wel precisiegeneeskunde, is erop gericht medische behandelingen en medicatie specifiek af te stemmen op de (moleculaire) kenmerken van een individuele patiënt. Op basis van genetische en pathofysiologische kenmerken – die voor iedere patiënt uniek zijn – kan een behandeling worden gekozen die het best past bij de patiënt en de ziekte.
Medisch maatwerk is iets van alle tijden. De term 'gepersonaliseerde geneeskunde' kreeg een nieuwe betekenis nadat het mogelijk werd het genetisch materiaal (genoom) van patiënten door middel van sequencing (DNA-testen) na te gaan op ziektespecifieke genen. Correlatiegegevens uit het menselijk genoomproject spelen een belangrijke rol in het analyseproces. Naast sequencing worden ook andere omics-technieken gebruikt om het moleculaire profiel van een patiënt in kaart te brengen en zo tot een meer gerichte en effectieve behandeling te komen.
Door middel van genetische profilering kunnen artsen en klinisch onderzoekers patiënten in een bepaalde subgroep plaatsen die het gunstigst zullen reageren op een bepaalde behandeling, bijvoorbeeld met minimale bijwerkingen en maximale effectiviteit. Hiermee verschuift de nadruk van reactief behandelen naar preventief behandelen. Exemplarisch is dat het vaak om dure interventies of geneesmiddelen gaat.